# 알마바라 스타디움
알마바라 경기장(아랍어: ملعب المبرة, 영어: Al Mabarrah Stadium)은 레바논 베이루트에 있는 다목적 경기장이다. 현재는 주로 알마바라 SC 홈구장으로 사용된다.